# Adama Soumaoro
Pour les articles homonymes, voir Soumaoro.
Adama Bakary Soumaoro est un footballeur franco-malien né le 18 juin 1992 à Fontenay-aux-Roses dans les Hauts-de-Seine plus précisément dans le quartier des Blagis . Il évolue au poste de défenseur au Bologne FC.

## Biographie

### Enfance et débuts dans le football
Adama Soumaoro est un footballeur franco-malien. Il grandit dans le quartier des Blagis, à Fontenay-aux-Roses. Avec sa sœur jumelle, ils sont les benjamins d’une famille composée de 6 enfants (4 filles et 2 garçons dont lui). Il fait ses débuts dans le football en suivant les pas de son frère aîné Sékou qui l’encourage à jouer au football et l’accompagnait à ses entraînements. Ses premiers buts, il les marque sur le terrain de son quartier.
En parallèle, il commence le football à l'âge de six ans dans le club de sa ville, l'Association sportive de Fontenay-aux-Roses. À l'âge de 13 ans, il fait un passage de six mois dans le club d’Antony sports, avec qui il jouera en Division d’Honneur. Il intègre ensuite le club de l’Athletic Club de Boulogne-Billancourt (ACBB), après avoir été convaincu par l’éducateur Gilles Bibé. En avance sur les jeunes de son âge, il est surclassé à plusieurs reprises pour évoluer dans la catégorie supérieure et portera d’ailleurs le brassard de capitaine. Lors de ces deux années à l’ACBB, il évoluera aux côtés d’autres footballeurs qui deviendront professionnels comme le latéral de Newcastle United, Massadio Haïdara ou encore l’ancien joueur de Parme, Ishak Belfodil.
Il contribue aux très bons résultats de son équipe qui remporte la Coupe des Hauts-de-Seine et la Coupe d'Île-de-France. Ces bonnes performances lui valent d’être sélectionné dans la sélection des jeunes d’Île de France mais surtout d’attirer l’attention des recruteurs de clubs professionnels français et étrangers.

### Parcours en centre de formation
Parmi les clubs français, c’est celui du Lille OSC qui parviendra à convaincre le jeune joueur. Invité par un recruteur, il participe à un stage dans le club nordiste. D'autres clubs s’intéressent à lui, en effet, il visite également les installations du Liverpool FC. Mais en 2008, il privilégie le centre de formation des Dogues de Lille.
Toujours précoce, il fait ses gammes dès l’âge de 16 avec la réserve qui évolue en CFA. Lors de sa deuxième année, l’entraîneur Rachid Chihab le repositionne au poste de défenseur axial alors qu’il a toujours joué milieu défensif. Grâce à cette formation qu’il qualifie lui-même de rigoureuse, sa progression lui permet de passer un cap et d’obtenir le statut de joueur professionnel.

### Carrière professionnelle
Il signe son premier contrat professionnel avec son club formateur du LOSC en juillet 2010. Il continue alors son apprentissage au sein du groupe lillois et notamment avec l'équipe réserve. Il joue son premier match avec l’équipe professionnelle le 29 octobre 2013 lors du 16e de finale de coupe de la ligue face à l’AJ Auxerre.
Il dispute son premier match de Ligue 1 le 2 février 2014 lors de la 23e journée de championnat à l’occasion d’un déplacement opposant le LOSC à l’OGC Nice mais n’évolue pas à son poste de prédilection, étant positionné latéral droit. Au cours de ses deux premières saisons avec le groupe professionnel, il dispute peu de matches, principalement à cause de plusieurs blessures à la cheville, au talon d’Achille et aux ischios-jambiers qui empêchent sa progression au plus haut niveau.
Lors de la saison 2015-2016, il trouve une place de titulaire indiscutable au sein du club nordiste. Au côté de Renato Civelli, il forme la deuxième meilleure défense du championnat après celle du Paris Saint-Germain. Il marque son premier but professionnel le 26 janvier 2016 lors de la demi-finale de la Coupe de la ligue, largement gagnée contre les Girondins de Bordeaux cinq buts à un. Il prolonge dans la foulée son contrat jusqu'en 2019 avec son club formateur. En revanche, il ne confirme pas sa belle saison lors de la finale de Coupe de la ligue perdue face au Paris Saint-Germain (défaite 2-1).
Le 22 mars 2017, son contrat est prolongé jusqu'en 2021, du haut de ses 24 ans, il est alors le troisième plus ancien membre de l'effectif après Franck Béria et Rio Mavuba. Quelques semaines plus tard, il est victime d'une rupture du tendon d'Achille droit lors d'une rencontre de Coupe de France face à l'AS Monaco (défaite 2-1). Il doit attendre le 25 novembre 2017 pour fouler à nouveau une pelouse de Ligue 1 à l'occasion d'un déplacement à Montpellier (défaite 3-0). 
Lors de la saison 2018-2019, il hérite du brassard de capitaine après le départ d'Ibrahim Amadou, brassard qu’il perdra la saison suivante. Lors de cette même saison, il est avec Nicolas Pépé l'un des deux délégués syndicaux de l'UNFP au sein du LOSC. Il forme la charnière centrale avec José Fonte qui permet au LOSC de terminer la saison meilleure défense du championnat et atteindre la 2e place. 
Gêné par une blessure à la cuisse en fin d'année 2019 et confronté à une rude concurrence en défense centrale avec la présence de José Fonte, Gabriel, Djalo et Agouzoul, il ne débute que trois rencontres comme titulaire en championnat lors de la première partie de saison 2019-2020. Un possible départ est alors évoqué lors du mercato hivernal. Il a lieu le 31 janvier 2020, Soumaoro étant prêté avec option d'achat jusqu'au terme de la saison au Genoa CFC, club de Serie A. Il n'est pas conservé par le club italien au terme de son prêt et réintègre le groupe lillois dans un rôle de doublure d'expérience de José Fonte. 
Relégué à une place de remplaçant à la suite de l'émergence de Sven Botman et n'ayant disputé que 5 matchs pour 2 titularisations au cours de la saison 2020-2021, Adama Soumaoro émet le souhait de partir pour gagner du temps de jeu. Il est alors prêté le 10 janvier 2020 au Bologne FC en Serie A. Il y est transféré définitivement le 2 juillet 2021. 

## Style de jeu
Adama Soumaoro est un défenseur central qui dispose d’un très bon jeu de tête. Il a pour particularité d’être solide dans les duels et très rapide pour un défenseur de son gabarit. Au-delà de ses qualités footballistiques, il fait également preuve des « qualités intrinsèques nécessaires à un défenseur » central en se montrant très tenace. Sur le plan offensif, c’est un joueur qui aime prendre des risques et jouer au ballon notamment lorsqu’il remonte le terrain balle au pied ou qu’il relance le jeu depuis la défense.

## Statistiques
| Saison                | Club                  | Championnat           | Championnat | Championnat | Championnat | Coupe nationale | Coupe nationale | Coupe nationale | Coupe de la Ligue | Coupe de la Ligue | Coupe de la Ligue | Compétition(s) continentale(s) | Compétition(s) continentale(s) | Compétition(s) continentale(s) | Compétition(s) continentale(s) | Total | Total | Total |
| Saison                | Club                  | Division              | M.          | B.          | P.d.        | M.              | B.              | P.d.            | M.                | B.                | P.d.              | Comp.                          | M.                             | B.                             | P.d.                           | M.    | B.    | P.d.  |
| 2013-2014             | LOSC Lille            | Ligue 1               | 4           | 0           | 0           | 2               | 0               | 0               | 1                 | 0                 | 0                 | -                              | -                              | -                              | -                              | 7     | 0     | 0     |
| 2014-2015             | LOSC Lille            | Ligue 1               | 1           | 0           | 0           | -               | -               | -               | -                 | -                 | -                 | -                              | -                              | -                              | -                              | 1     | 0     | 0     |
| 2015-2016             | LOSC Lille            | Ligue 1               | 28          | 1           | 0           | 1               | 0               | 0               | 2                 | 1                 | 0                 | -                              | -                              | -                              | -                              | 31    | 2     | 0     |
| 2016-2017             | LOSC Lille            | Ligue 1               | 27          | 0           | 0           | 4               | 1               | 0               | 1                 | 0                 | 0                 | C3                             | 1                              | 0                              | 0                              | 33    | 1     | 0     |
| 2017-2018             | LOSC Lille            | Ligue 1               | 14          | 0           | 0           | 1               | 0               | 0               | -                 | -                 | -                 | -                              | -                              | -                              | -                              | 15    | 0     | 0     |
| 2018-2019             | LOSC Lille            | Ligue 1               | 20          | 0           | 1           | 2               | 0               | 0               | -                 | -                 | -                 | -                              | -                              | -                              | -                              | 22    | 0     | 1     |
| 2019-2020             | LOSC Lille            | Ligue 1               | 6           | 1           | 0           | 2               | 0               | 0               | 1                 | 0                 | 0                 | C1                             | 1                              | 0                              | 0                              | 10    | 1     | 0     |
| 2020-2021             | LOSC Lille            | Ligue 1               | 3           | 0           | 0           | -               | -               | 0               | -                 | -                 | -                 | C3                             | 2                              | 0                              | 1                              | 5     | 0     | 1     |
| Sous-total            | Sous-total            | Sous-total            | 103         | 2           | 1           | 12              | 1               | 0               | 5                 | 1                 | 0                 | -                              | 4                              | 0                              | 1                              | 124   | 4     | 2     |
| 2019-2020             | Genoa CFC (prêt)      | Série A               | 8           | 1           | 0           | -               | -               | -               | -                 | -                 | -                 | -                              | -                              | -                              | -                              | 8     | 1     | 0     |
| 2020-2021             | Bologne FC (prêt)     | Série A               | 20          | 1           | 0           | -               | -               | -               | -                 | -                 | -                 | -                              | -                              | -                              | -                              | 20    | 1     | 0     |
| Sous-total            | Sous-total            | Sous-total            | 28          | 2           | 0           | 0               | 0               | 0               | -                 | -                 | -                 | -                              | -                              | -                              | -                              | 28    | 2     | 0     |
| Total sur la carrière | Total sur la carrière | Total sur la carrière | 131         | 4           | 1           | 12              | 1               | 0               | 5                 | 1                 | 0                 | -                              | 4                              | 0                              | 0                              | 152   | 6     | 1     |

## Palmarès
LOSC Lille
- Championnat de France
  - Vainqueur : 2021